# 钱永健
钱永健（英語：Roger Yonchien Tsien，1952年2月1日—2016年8月24日），美國華人生物化学家，美国国家科学院院士、美国国家医学院院士、美国艺术与科学院院士、聖地牙哥加利福尼亞大學生物化学及化学系教授。因为发现和研究绿色荧光蛋白而获得了2008年的诺贝尔化学奖。

## 生平
钱永健是华裔美國人，1952年生于美国纽约，籍貫浙江杭縣（今杭州市），為吴越国国王钱镠三十四世孙。
1972年，钱永健获得哈佛大学化学及物理学最优等学士学位。1977年，获得英国剑桥大学生理学博士学位。1977年-1981年，担任剑桥大学研究员。
1982年至1989年，任加州大学伯克利分校副教授。1989年開始，任加州大学圣地亚哥分校教授，直至離世。

### 去世
2016年8月31日，聖地牙哥加利福尼亞大學發出新聞稿宣告錢永健的死訊：新聞稿指錢教授在同月24日的俄勒岡州尤金離世，終年64歲。新聞稿只提及他的貢獻，未有講述死因。同一報導在另一份報章的報導中，聖地牙哥加利福尼亞大學校監普拉蒂普∙科斯拉回應記者提問時，指錢教授在骑自行车越野时去世。

## 家庭

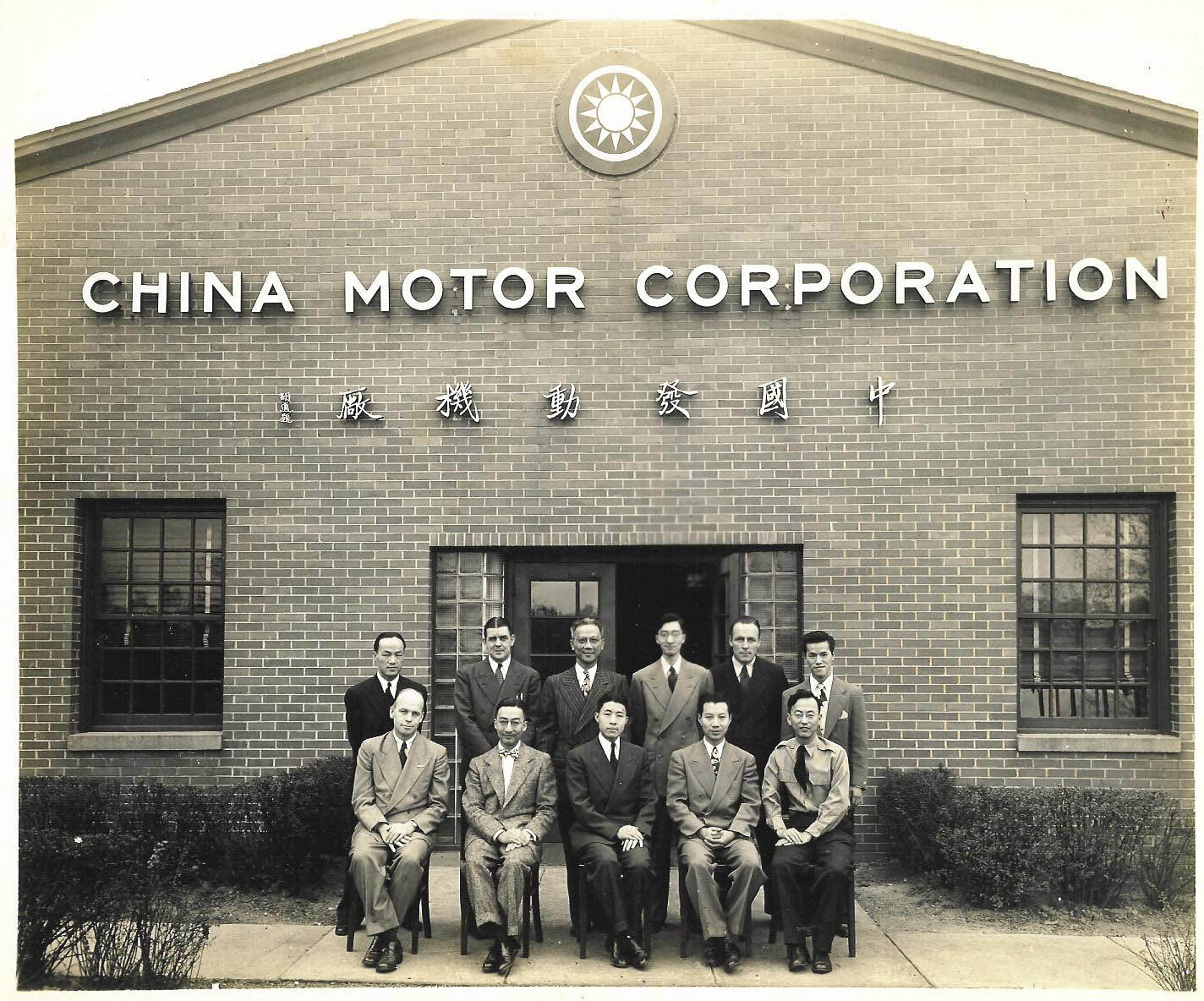
钱永健之父钱学榘（图中首排最右军装者）在位于抗战后方贵州大定的中国发动机厂前与中国同僚和美国顾问合影

钱氏家族是浙西学术世家。父亲钱学榘早年毕业于国立交通大学，庚子赔款奖学金负笈美国，曾在位于杭縣笕桥的「中央政府航空学校」（今中華民國空軍軍官學校）实习，其上司是毛邦初。钱学榘获麻省理工学院机械工程硕士学位，回国后曾服务于國民政府軍事委員會航空委员会（今國防部空軍司令部），任副主任工程师，时主任工程师李耀滋。李耀滋之妹李懿颖日后成为钱学榘妻子，也就是钱永健之母。1949年，钱学榘移居美国。3年后其子钱永健在美国纽约出生，曾服务于美国波音公司，任波音高级工程师，退休后居加州，专长绘画，曾办过独立画展。
李耀滋移居美国，任麻省理工学院教授，并当选美国国家工程院院士。李耀滋曾任全美华人协会主席，与邓小平颇有交情。李耀滋之弟李詩穎，亦为麻省理工教授，美国国家工程院院士。李耀滋之妻林同端是林同棪的妹妹，而林同棪是美国国家科学院院士，曾获总统里根颁发的美国国家科学奖章。林同棪堂弟林同骅为美国国家工程院院士。林同骅之子林伯中为美国国家科学院院士。
钱学榘的堂兄为即为中国“导弹之父”钱学森，中国科学院和中国工程院两院院士，钱永健是钱学森的堂侄。钱永健在一次学术采访中曾被问起提及堂伯父钱学森。钱永健長兄钱永佑為神经生物学家，美国科学院、医学院双院士，曾任斯坦福大学生理系主任。
钱永健妻温迪·格劳伯·钱（Wendy Globe Tsien）女士，无子女，有一继子。

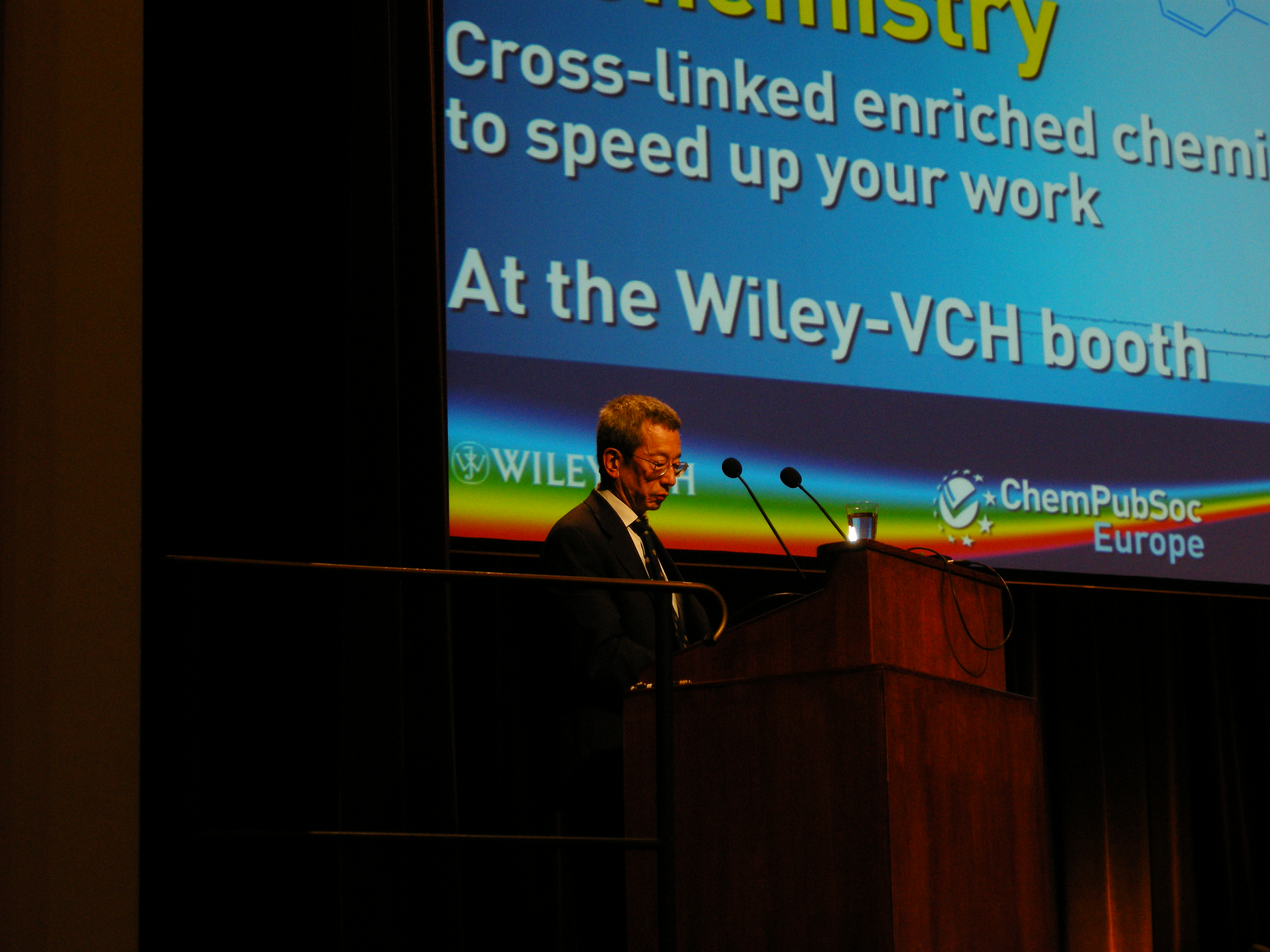
钱永健出席2010年5月于巴黎举行的化学疆界学会

## 荣誉

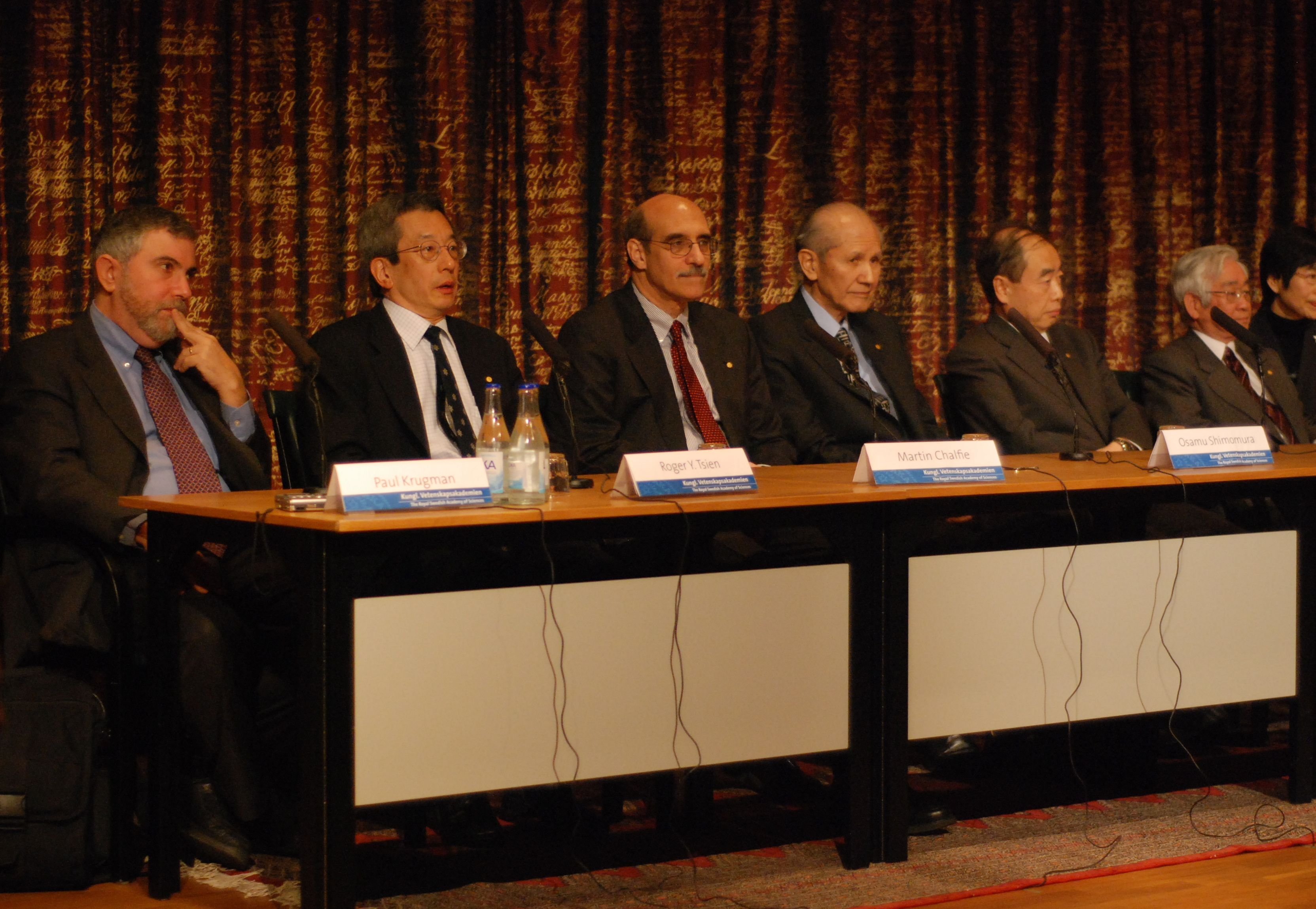
保羅·克魯格曼、錢永健、马丁·查尔菲、下村脩、小林誠、益川敏英，2008年諾貝爾獎得主在瑞典皇家科學院召開記者會

钱永健是当今生命科学集大成的科学家，几乎囊括所有生命科学领域大奖，也是唯一一位华人沃尔夫奖和诺贝尔奖“双得主”

### 奖项
- 1968年：美国西屋科学天才全国一等奖
- 1968年：美国全国绩优奖学金（National Merit Scholarship）
- 1969年：哈佛大学德图尔奖（Detur Prize）
- 1972年：美国英国政府马歇尔奖学金
- 1977年：剑桥大学冈维尔与凯斯学院科明斯·伯克利研究奖（Comyns Berkeley Research Fellowship）
- 1978年：剑桥大学格迪奇奖（Gedge Prize）
- 1983年：谢勒尔学者計畫（英语：Searle Scholars Program）
- 1986年：美国纽约科学院兰博特奖（Lamport Prize）
- 1989年：美国全国神经紊乱和中风研究院（英语：National Institute of Neurological Disorders and Stroke）佳维兹神经科学研究奖（Javits Neuroscience Investigator Award）
- 1991年：美国潘萨农基金会（英语：Passano Foundation）年轻科学家奖
- 1991年：美国哥伦比亚大学W·艾尔登·斯宾塞奖（英语：W. Alden Spencer Award）
- 1995年：比利时阿托伊斯-百勒特·拉托尔奖（英语：Artois-Baillet Latour Foundation）
- 1995年：加拿大盖尔德纳国际奖（“加拿大诺贝尔奖”）
- 1995年：美国心脏研究会（英语：American Heart Association）基础研究奖（Basic Research Prize）
- 1998年：国际生物分子筛选学会（Society for Biomolecular Screening）高效筛选创新奖（Award for Innovation in High Throughput Screening）
- 2000年：英国皇家显微镜学会（英语：Royal Microscopical Society）皮尔斯奖（Pearse Prize）
- 2002年：美国化学学会创新发明奖（ACS Award for Creative Invention）
- 2002年：国际蛋白质学会（Protein Society）克里斯蒂安·B·安芬森奖（Christian B. Anfinsen Award）
- 2002年：荷兰皇家学会海尼根奖（英语：Heineken Prizes）（“荷兰诺贝尔奖”）
- 2002年：德国马克斯·德尔布吕克分子医学中心（英语：Max Delbrück Center for Molecular Medicine）马克斯·德尔布吕克奖章（德语：Max-Delbrück-Medaille）
- 2004年：以色列沃尔夫医学奖得主（“以色列诺贝尔奖”）
- 2004年：日本庆应医学奖
- 2004年：美国加州大学圣地亚哥分校校长科学工程杰出研究奖
- 2004年：美国北卡罗来纳大学神经科学佩尔奖（Perl Prize in Neuroscience）
- 2005年：加拿大罗巴兹研究院（英语：Robarts Research Institute）J·艾琳·泰勒国际医学奖（J.Allyn Taylor International Prize in Medicine）
- 2006年：国际生物分子资源仪器学会（英语：Association of Biomolecular Resource Facilities）ABRF奖
- 2006年：美国布兰戴斯大学罗森斯特尔奖（英语：Rosenstiel Award）
- 2007年：国际生物药学大会生物药学领袖奖（BioPharma Leadership Award）
- 2007年：美国国防部乳腺癌创新者奖
- 2008年：诺贝尔化学奖[10]
- 2008年：美国细胞生物学学会E·B·威尔逊奖章（学会最高荣誉）
- 2009年：美国亚裔工程师协会科技杰出奖
- 2009年：美国加州大学圣地亚哥分校终生创新奖
- 2009年：美国心脏协会AHA杰出科学家奖
- 2009年：国际分子成像学会分子成像成就奖
- 2010年：第97届印度科学大会（英语：Indian Science Congress Association）主席金质奖章
- 2010年：英国皇家化学会斯皮尔斯纪念奖（Spiers Memorial Award）

### 院士会士
- 1995年：美国医学院（英语：Institute of Medicine）院士
- 1998年：美国文理科学院院士
- 1998年：美国国家科学院院士
- 2005年：欧洲分子生物学组织通讯院士
- 2006年：英国皇家学会外籍院士
- 2008年：英国皇家化学会（英语：Royal Society of Chemistry）荣誉会士
- 2010年：台湾中央研究院院士
- 2011年：英国生理学学会（英语：The Physiological Society）荣誉会士
- 剑桥大学冈维尔与凯斯学院荣誉院士
- 剑桥大学丘吉尔学院荣誉院士

### 荣誉学位
- 1995年：荷语天主教鲁汶大学荣誉博士学位
- 2009年：香港中文大學頒授榮譽理學博士學位
- 2009年：香港大學頒授榮譽科學博士學位
- 2010年：匈牙利塞麦尔维斯大学荣誉科学博士学位
- 2012年：英国剑桥大学荣誉科学博士学位

### 其他
- 2009年2月18日：美国加利福尼亚州圣地亚哥市“钱永健日”